# Halvány kígyógomba
A halvány kígyógomba (Mycena arcangeliana) a kígyógombafélék családba tartozó, Európábann honos, lomberdőkben, kertekben élő, nem ehető gombafaj. Egyéb elnevezései: olajszürke kígyógomba, olajsárga kígyógomba.

## Megjelenése
A halvány kígyógomba kalapja 1-2,5 cm széles, alakja domború, kúpos vagy harangszerű. Széle áttetszően bordás. Színe szárazon halványszürke, nedvesen sárgás vagy olívás árnyalatú szürkésbarna.
Húsa barnásszürke, néha lila árnyalatú. Szaga jódos, íze nem jellegzetes.    
Lemezei sűrűn állók, felkanyarodók. Színük fiatalon fehér, később szürkésrózsaszín. A lemezek éle finoman fogazott. 
Tönkje 3-7 cm magas és 0,2-0,3 cm vastag. Fiatalon rózsaszínes árnyalatú, ami később elhalványul. Csúcsa fehéres. Töve fehér micéliumtól pelyhes. 
Spórapora fehér. Spórája széles ellipszis vagy barackmag alakú, sima, mérete 7-9 x 5-6 µm.

### Hasonló fajok
Hasonlíthat hozzá a cifra kígyógomba vagy a barázdálttönkű kígyógomba, de jódszaga alapján jól megkülönböztethető.   

## Elterjedése és termőhelye
Európában honos. Magyarországon gyakori. 
Lombos erdőkben, kertekben, parkokban található meg, ahol a fák vagy bokrok tövének mohás kérgén, fatörmeléken vagy lehullott ágakon él. Ősztől tél elejéig terem. 
Nem mérgező, de kis mérete miatt nincs gasztronómiai jelentősége.   

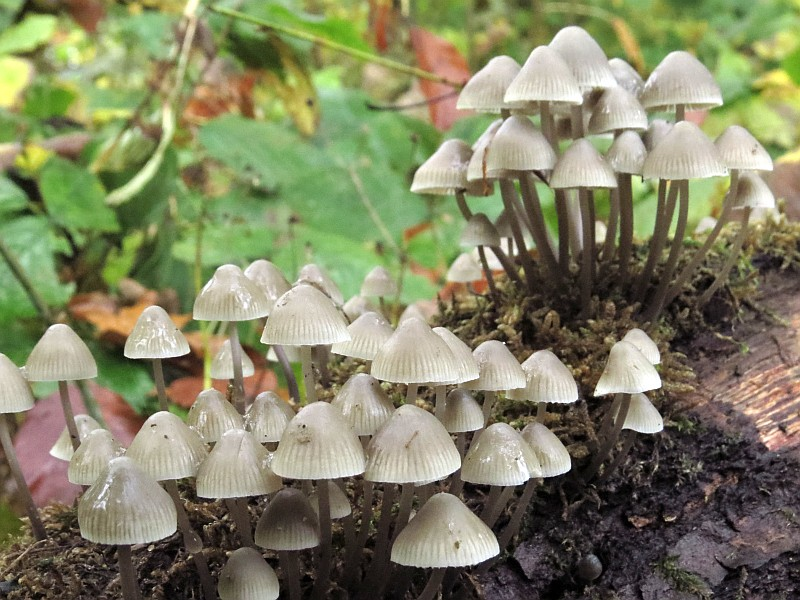
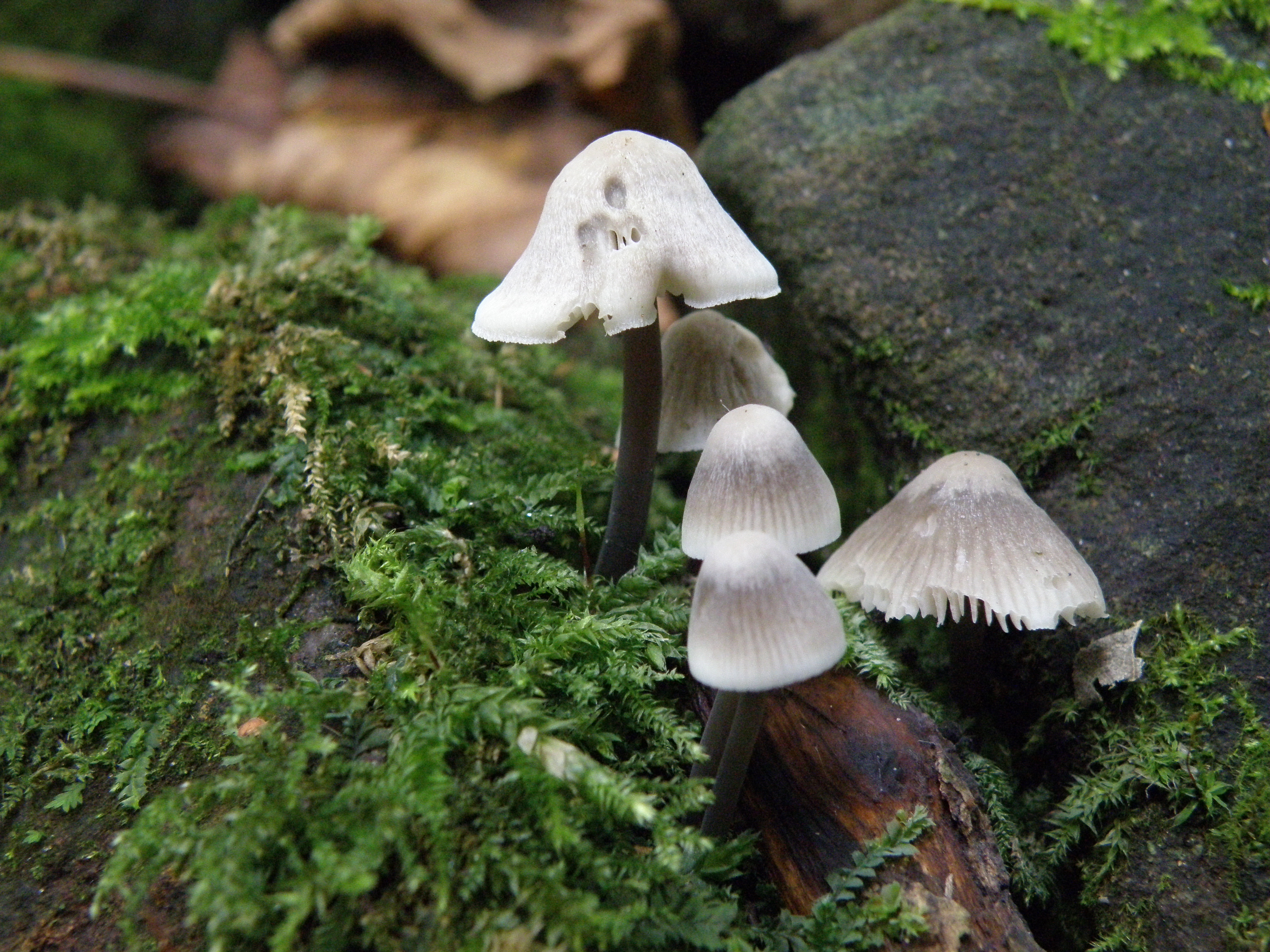
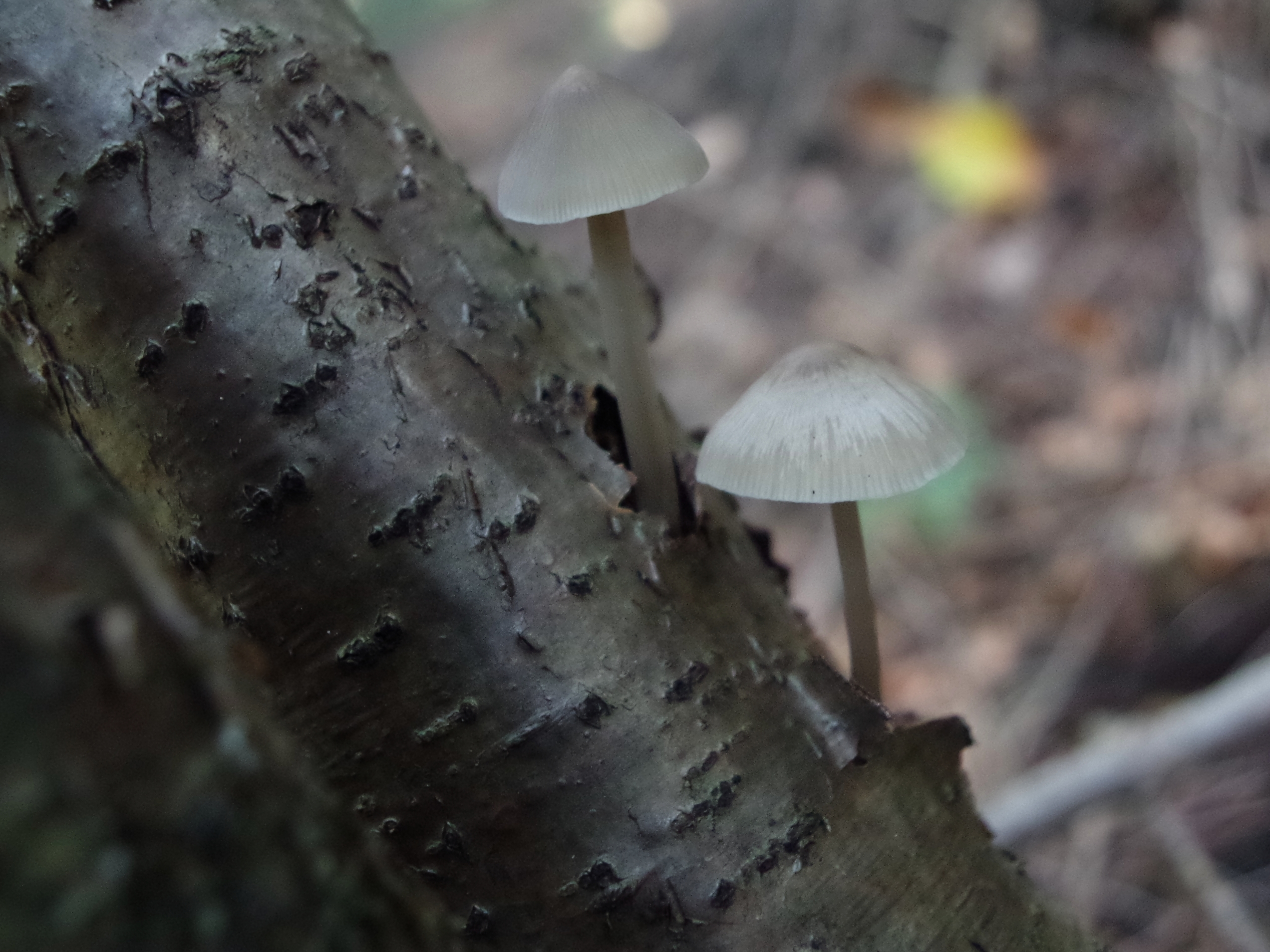
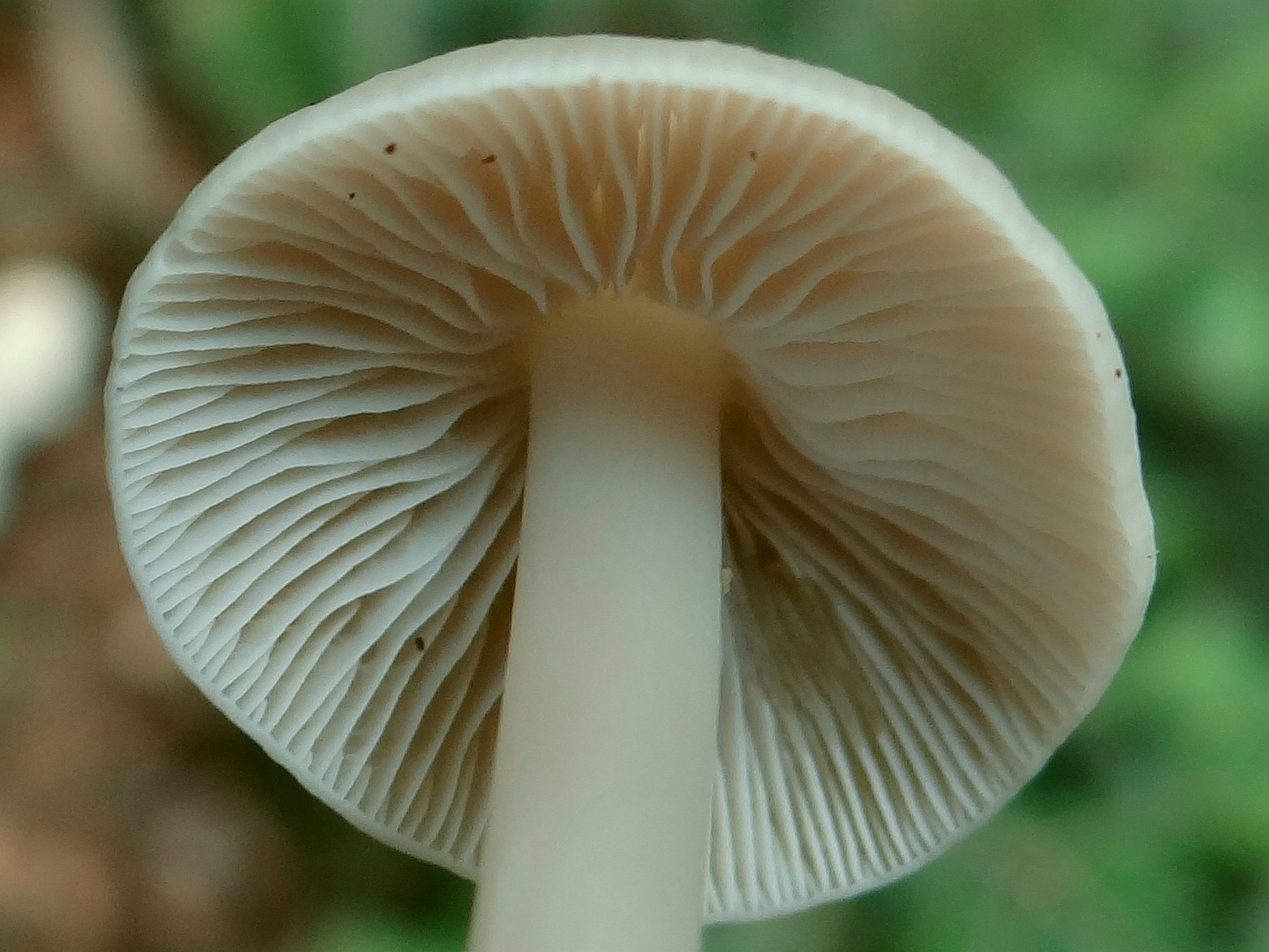
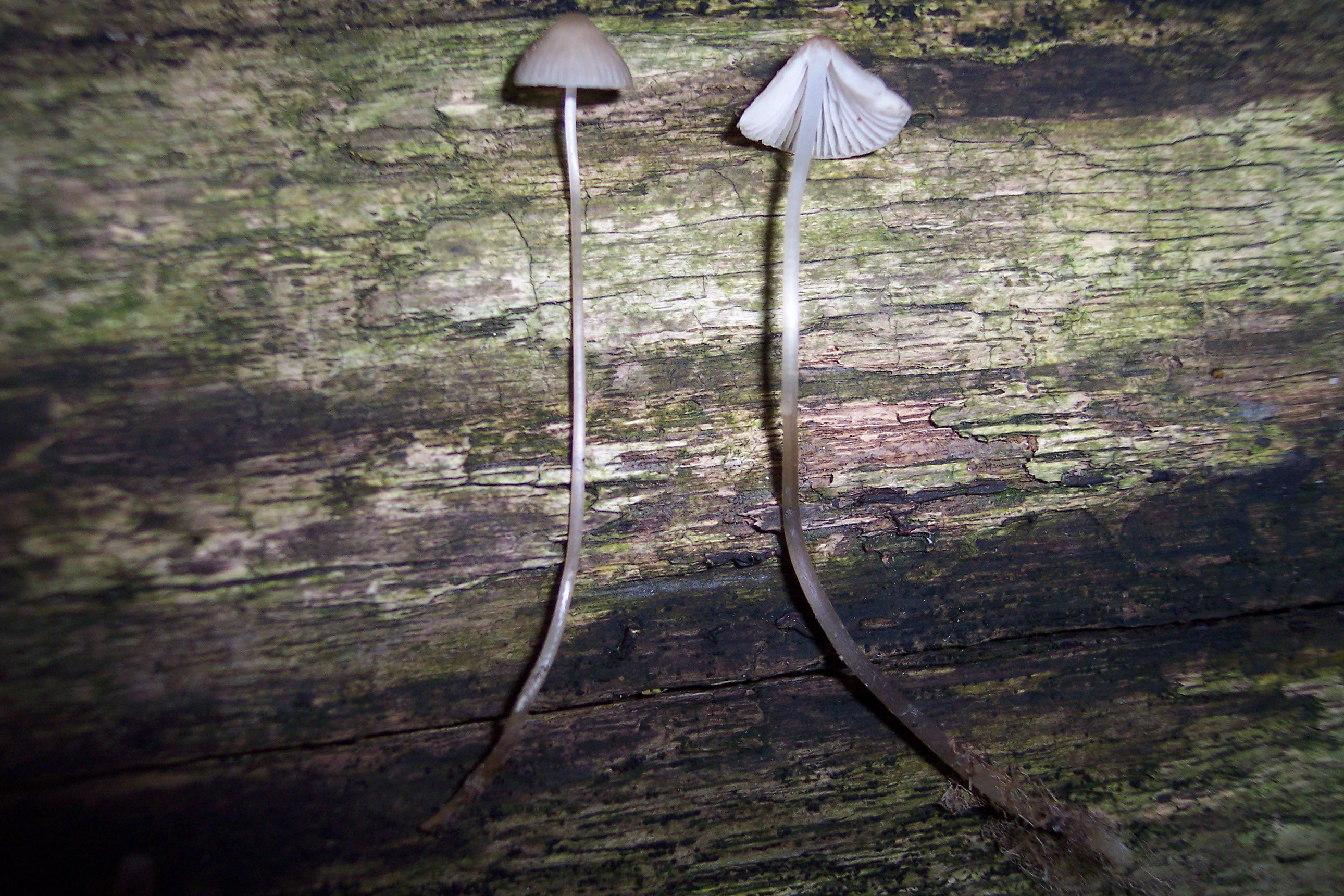